# バーバラ・ベル・ゲデス
バーバラ・ベル・ゲデス（Barbara Bel Geddes, 1922年10月31日 - 2005年8月8日）は、アメリカ合衆国の舞台および映画女優、アーティスト、児童文学作家。その経歴は約50年に亘り、連続テレビドラマ『ダラス』のミス・エリ―・ユーイング役で知られる。1955年、『熱いトタン屋根の猫』の主役のマギー役ブロードウェイ・オリジナル・キャストであった。主な出演映画は『ママの想い出』(1948年)、『めまい』(1958年)などである。キャリアにおいて、様々な俳優賞の受賞およびノミネートを受けた。

## 生涯
ニューヨーク市生まれ。父親はデザイナーのノーマン・ベル・ゲデス。
ブロードウェイの舞台女優を経て1940年代から映画界で活躍し、『ママの想い出』でアカデミー助演女優賞にノミ ネート、脚光を浴びる。1961年から10年間、ブランクを置いたが、1970年代からは再び映画・TVで活動。1970年代後半から1990年代前半の人気テレビドラマシリーズ『ダラス』に出演。強さと優しさを持った女性エリー・ユーイング役によってエミー賞の主演女優賞に3度ノミネートされ、1982年にはゴールデングローブ賞の主演女優賞を受賞した。

## 経歴

### 『ダラス』
1978年、連続テレビドラマ『ダラス』で最初に契約した出演者となった。女家長のミス・エリ―役で世界中での知名度が改めて上がった。多くのエピソードに登場し、1978年から1990年の間に合計276エピソードに出演した。ただし1984年から1985年のシーズン8、1990年から1991年のシーズン14には出演していない。プライムタイム・エミー賞ドラマ部門主演女優賞およびゴールデングローブ賞テレビドラマ部門女優賞を受賞し、『ダラス』出演者で唯一の受賞者となった。1985年、ドイツのゴールデン・カメラ賞を受賞した。
J.R.・ユーイング役のラリー・ハグマンはAP通信に「彼女はとても頼りになった。とても良い人で、素晴らしい女優だ。彼女はまとめ役だった」と語った。のちにウェブサイトUltimate Dallasのインタビューにおいてハグマンは「私が出演を決めたのは、彼女が母親役と聞き、ぜひ共演したいと思った」と語った。ちなみにベル・ゲデスとハグマンは親子役であったが9歳しか離れていない。
1971年、ベル・ゲデスは乳房切断術を受け、1979年から1980年の『ダラス』シーズン3での演技に活かされた。この時の演技によりベル・ゲデスはエミー賞を受賞した。元ファーストレディのベティ・フォードにより、乳がん啓発への貢献を表彰された。
1983年3月15日、ベル・ゲデスは辛うじて心臓発作を逃れたが、メディアはベル・ゲデスが心臓発作を起こしたと不当に報じた。1982年から1983年のシーズン6の撮影終了から数日後、ベル・ゲデスは緊急冠動脈大動脈バイパス移植術が必要な状態であると診断された。1983年から1984年のシーズン7の最初の11エピソードに出演することができなかった。1984年から1985年のシーズン9ではドナ・リードに交代した。体調が回復し、CBSはロリマー・プロダクションズにシーズン10ではベル・ゲデスを復帰させるよう働きかけた。1990年の最後から1つ前のシーズンまで出演し続けた。

## 死
2005年8月8日、82歳でメイン州ノースイースト・ハーバーの自宅で肺がんで亡くなった。遺灰は簡素な木製ボートから自宅と隣接する港で海に撒かれた。2012年、新版『ダラス (2012年のテレビドラマ)』において、三男ボビー役を演じたパトリック・ダフィは「バーバラは作品の歴史において大きな役割を担い、彼女を称えることはとても重要である」「シーズン1を通して、サウスフォークにおいて母が言及されなかったエピソードはなかったと思う」と語った。

## 出演作

### 映画
- 朝はまだ来ない  The Long Night (1947)
- ママの想い出 I Remember Mama (1948)
- 月下の銃声 Blood on the Moon (1948)
- 魅せられて Caught (1949)
- めまい Vertigo (1958)
- 五つの銅貨 The Five Pennies (1959)
- 五人の札つき娘 Five Branded Women (1960)
- 愛するゆえに By Love Possessed (1961)

### 舞台
- リトル・ダーリング Little Darling 1942
- 熱いトタン屋根の猫 Cat on a Hot Tin Roof (1956)